# Lažna supernova
Lažna supernova (eng. supernova impostor) su zvjezdane eksplozije koje na prvu izgledaju kao vrsta supernove, no one ne razaraju roditeljske zvijezde. Kao takve svrstavamo ih u nadsnažne nove. Poznate su i pod imenima supernova vrste V, analozi Eta Carinae i velike erupcije luminozne plave promjenljive zvijezde (LBV-a).